# Liste der Baudenkmäler im Kölner Stadtteil Westhoven
Die folgende Liste enthält die in der Denkmalliste ausgewiesenen Baudenkmäler auf dem Gebiet des Stadtteils Köln-Westhoven, Stadtbezirk Köln-Porz, Nordrhein-Westfalen.
Hinweis: Die Reihenfolge der Baudenkmäler in dieser Liste orientiert sich an den Straßennamen und ist alternativ nach Hausnummern, Denkmallistennummer oder Bezeichnung sortierbar.
Basis ist die offizielle Kölner Denkmalliste (22.05.2015), die Baudenkmäler und Denkmalbereiche auflistet. Dabei kann es sich beispielsweise um Sakralbauten, Wohn- und Fachwerkhäuser, historische Gutshöfe und Adelsbauten, Industrieanlagen, Wegekreuze und andere Kleindenkmäler sowie Grabmale und Grabstätten, die eine besondere Bedeutung für die Geschichte Kölns haben, handeln. Grundlage für die Aufnahme in die offiziellen Denkmallisten ist das Denkmalschutzgesetz Nordrhein Westfalens.

| Bild                           | Bezeichnung                          | Lage                                             | Beschreibung | Bauzeit       | Einge- tragen seit | Denk- mal- nr. |
| ------------------------------ | ------------------------------------ | ------------------------------------------------ | --- | ------------- | ------------------ | -------------- |
| Fotos hochladen                | Wohnhaus                             | Westhoven Berliner Str. 29 Karte                 | | 1913          | 24. November 1986  | 3967           |
| Fotos hochladen                | Verteidigungsanlage Zwischenwerk IXa | Westhoven In der Westhovener Aue o. Nr. Karte    | siehe Festungsring Köln | 1877–1881     | 13. Februar 2003   | 8610           |
| Fotos hochladen                | Geschäftshaus                        | Westhoven Kölner Str. 256 Karte                  | | 1960–1961     | 16. März 1995      | 7436           |
| Fotos hochladen                | Wohnhaus                             | Westhoven Oberstr. 42 Karte                      | | um 1800       | 31. Januar 1995    | 7362           |
| Fotos hochladen                | Wohnhaus                             | Westhoven Oberstr. 89 Karte                      | Dr. Ing. Mannesmann Apparatebau Westhoven bei Köln produzierte Blitzgeräte für Fotoapparate                                                                                          | 1912–1914     | 11. November 1985  | 3316           |
| Fotos hochladen                | Hofanlage Gut Engelshof              | Westhoven Oberstr. 104 Karte                     | Die Anlage wurde bis 1970 als Bauernhof bewirtschaftet. Seit 1994 Bürgerzentrum. | um 1880       | 1. Juli 1980       | 561            |
| weitere Bilder Fotos hochladen | Nikolaus-Kapelle u. ehem. Friedhof   | Westhoven Pfarrer-Nikolaus-Vogt-Weg o. Nr. Karte | Aus verputztem Tuff- und Kieselmauerwerk errichteter romanischer Saalbau. Zuletzt 1959 bis 1964 restauriert.                                                                         | 1128 und 1964 | 19. Januar 1983    | 1295           |
| weitere Bilder Fotos hochladen | Wasserwerk                           | Westhoven Porzer Ringstr. 1 Karte                | Es ist ein solider Werksbau mit romanisierenden Elementen, mit großen Fenstern in den Fassaden, steinerne Giebelbekrönungen und einer prächtigen, backsteingegliederten Putzfassade. | um 1903–1904  | 10. November 1995  | 7670           |
| Fotos hochladen                | Fort IX                              | Westhoven Porzer Ringstr. o. Nr. Karte           | siehe Festungsring Köln | 1876–1881     | 7. April 2000      | 8466           |